# Steed Lord
Steed Lord er et electro/pop-band fra Island.

## Diskografi
Album
- 2008 – Truth Serum
- 2010 – Heart II Heart
- 2012 – The Prophecy pt. 1

Remix
- 2009 – The Truth Serum Remix Project

Mixtape
- 2008 – Beats & Blues: Live From The Big Apple
- 2008 – Mixmag's Ed Banger Menage-A-Trois

EP'er
- 2012 – Precognition EP

Singler
- 2013 – Viva La Brea
- 2014 – Curtain Call

| Musikgruppe | Spire Denne artikel om en musikgruppe er en spire som bør udbygges. Du er velkommen til at hjælpe Wikipedia ved at udvide den. |